# Luís Miguel Brito
Luís Miguel Brito García Monteiro (Lisboa, 4 de enero de 1980), conocido simplemente como Miguel, es un exfutbolista portugués. Su último equipo fue el Valencia CF y su primer equipo fue el CF Estrela Amadora.

## Trayectoria
Miguel es un lateral fuerte y rápido y con una notable técnica, que destaca sobre todo por sus cualidades ofensivas que le han hecho jugar en alguna ocasión como interior y sin duda recuerda mucho a las características de Jocelyn Angloma, además de por su cierto parecido físico. Se formó en las categorías inferiores del CF Estrela Amadora, un modesto club de la periferia de Lisboa; debutando en el primer equipo en 1998 y permaneciendo en él durante dos temporadas.
Fue traspasado al Benfica donde jugó desde la temporada 2000-2001 a la 2004-2005. Su gran actuación en uno de los equipos punteros del campeonato luso le sirvió para alcanzar la internacionalidad y la liga 2004-2005, la copa 2003-2004 y la supercopa 2005.
En el verano de 2005 forzó su traspaso al Valencia CF alegando problemas en su contrato con el Benfica saliendo hacia el club 'Che' por ocho millones de euros.
Marcó un gol en su debut con el Valencia CF.

## Selección nacional
Ha sido internacional con la selección de fútbol de Portugal en 59 ocasiones anotando 1 gol. Su debut se produjo el 12 de febrero de 2003 en un partido en el que Portugal ganó por cero a uno a Italia en un partido disputado en Génova.
Además ha formado parte del equipo portugués subcampeón de la Eurocopa 2004 y del combinado 'Luso' en la Eurocopa 2008.

### Participaciones en Copas del Mundo
| Mundial                        | Sede      | Resultado        |
| ------------------------------ | --------- | ---------------- |
| Copa Mundial de Fútbol de 2006 | Alemania  | Cuarto lugar     |
| Copa Mundial de Fútbol de 2010 | Sudáfrica | Octavos de final |

## Clubes
| Club               | País     | Año         | Partidos | Goles |
| ------------------ | -------- | ----------- | -------- | ----- |
| CF Estrela Amadora | Portugal | 1998 - 2000 | 34       | 0     |
| SL Benfica         | Portugal | 2000 - 2005 | 161      | 12    |
| Valencia CF        | España   | 2005 - 2012 | 233      | 2     |

## Palmarés

### Campeonatos nacionales
| Título                | Club        | País     | Año         |
| --------------------- | ----------- | -------- | ----------- |
| Copa de Portugal      | SL Benfica  | Portugal | 2003 - 2004 |
| Supercopa de Portugal | SL Benfica  | Portugal | 2005        |
| Liga Portuguesa       | SL Benfica  | Portugal | 2004 - 2005 |
| Copa del Rey          | Valencia CF | España   | 2008        |